# Mesochorus bavaricus
Mesochorus bavaricus là một loài tò vò trong họ Ichneumonidae.